# Petrus Ramus
Petrus Ramus nebo Pierre de la Ramée (1515 Cuts – 26. srpna 1572 Paříž) byl francouzský renesanční filosof a humanista, profesor rétoriky na Collège Royal. Byl zavražděn během Bartolomějské noci (přesněji řečeno třetí den tohoto masakru). Příčinou jeho smrti nebyly jen jeho kalvinistické názory, ale též jeho odvážný boj proti univerzitní vědy, jímž vzbudil nenávist svých kolegů na Sorbonně.
Ostře odmítal aristotelovsko-scholastickou filozofii, čímž vyvolal bouři odporu na Sorbonně. Proti autoritě kladl rozum jako kritérium pravdy. Byl předchůdcem Descartova racionalismu.
Je autorem humanistických gramatik (řečtiny, latiny, francouzštiny), navrhl fonetickou reformu pravopisu.

## Dílo

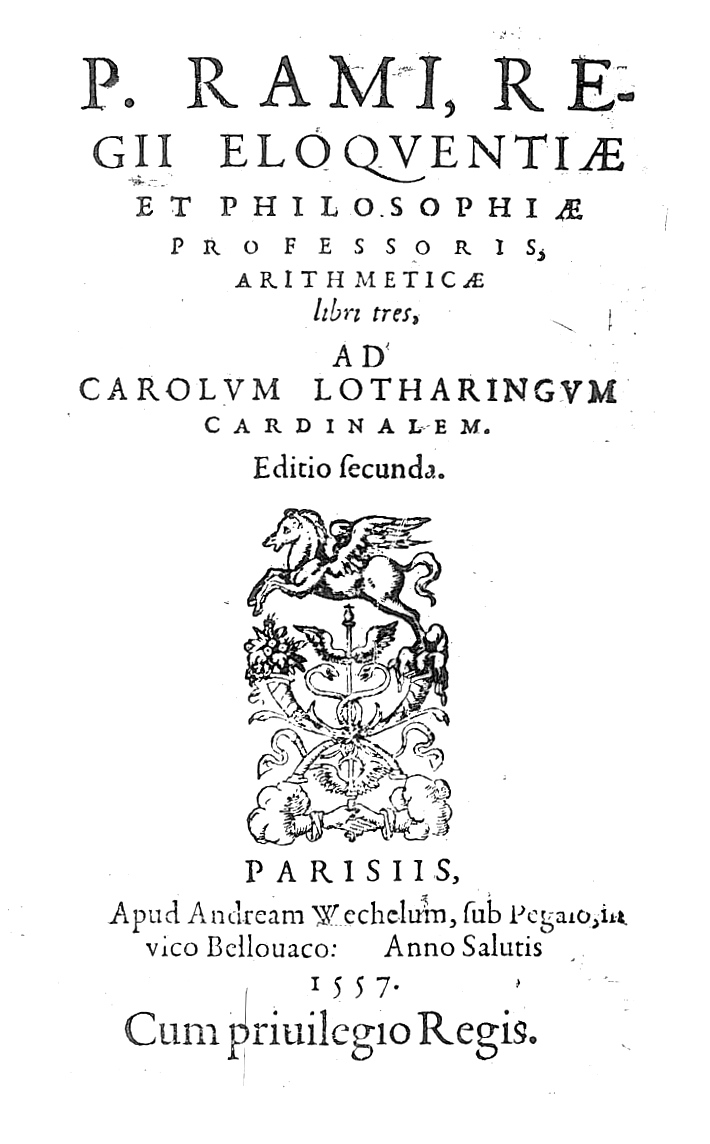
Arithmeticae libri tres, 1557

- 1543: Dialecticae Institutiones, Paříž (1553: zweite Auflage als Institutionum dialecticarum libri III)
- 1543: Dialecticae partiones
- 1543: Aristotelicae animadversiones
- 1549: Rhetoricae distinctiones
- 1549: Anti-Quintiliano
- 1555: Dialectique (po fr.; Po lat. 1556: Dialecticae libri II)
- 1555: Arithmeticae libri III
- 1559: scholae grammaticae libri II
- 1562: Gramer (1572: jako Gramaire)
- 1565: Scholarum physicarum libri VIII in totidem acroamaticos libros Aristotelis
- 1566: Scholarum metaphysicarum libri XIV
- 1569: scholae in liberales artes, Basel
- 1571: Defensio pro Aristotele Adversus Jac. Schecium, Lausanne
- 1561: Advertissement sur la Reformation de l’Université de Paris au Roi
- 1577: Commentariolum de Religione Christiana libri IV, Frankfurt